# Cigoñal

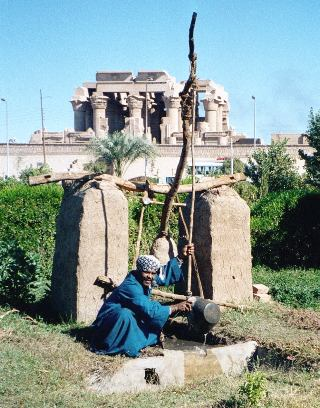
shaduf, en Kom Ombo, Egipto.

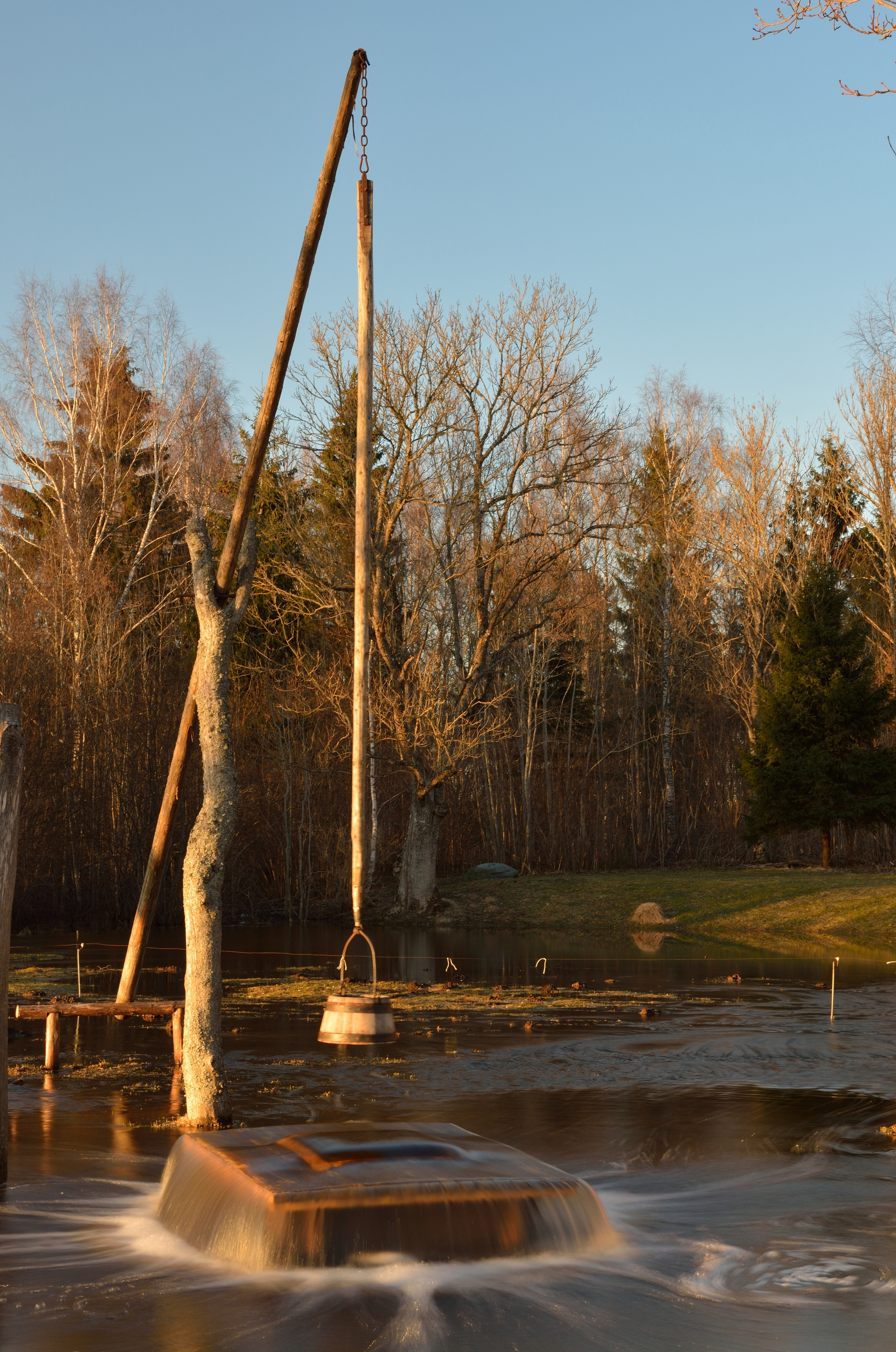
Un bimbalete en Estonia.

El cigoñal (cigüeña o cigueño en algunas regiones de España, cigüeñal en Argentina o bimbalete en México) es una máquina simple que, usada a modo de palanca, sirve para subir agua desde un río, canal, depósito a 
un pozo. Esta agua se emplea para regar o para uso doméstico y de los animales. La palabra shaduf es de origen árabe.
El viajero alemán Karl Kaeger lo describe así:

…se hincan en la tierra dos troncos que arriba posean una horqueta natural; encima de estas se coloca una barra transversal a la cual se sujeta una palanca que de un lado lleva una piedra pesada y del otro una cubeta.

## Agricultura con los diques
El cigoñal se utiliza para sacar agua de un río o pozo, subiéndola hasta el nivel en el que se encuentra la persona que lo utiliza. Se trata de una palanca, conformada por un palo apoyado en un soporte, de modo que uno de sus extremos sea mucho más largo que el otro; en el extremo largo se coloca una cuerda con una vasija, y en el otro un contrapeso. Cuando está correctamente equilibrado, el cigoñal se mantiene en posición horizontal cuando el recipiente está medio lleno.  
Para sacar el agua se saca hacia el pozo el extremo con el recipiente, sujetándolo dentro del agua hasta que está lleno; en ese momento se suelta y el contrapeso lo sube con un pequeño empujón.

## Historia

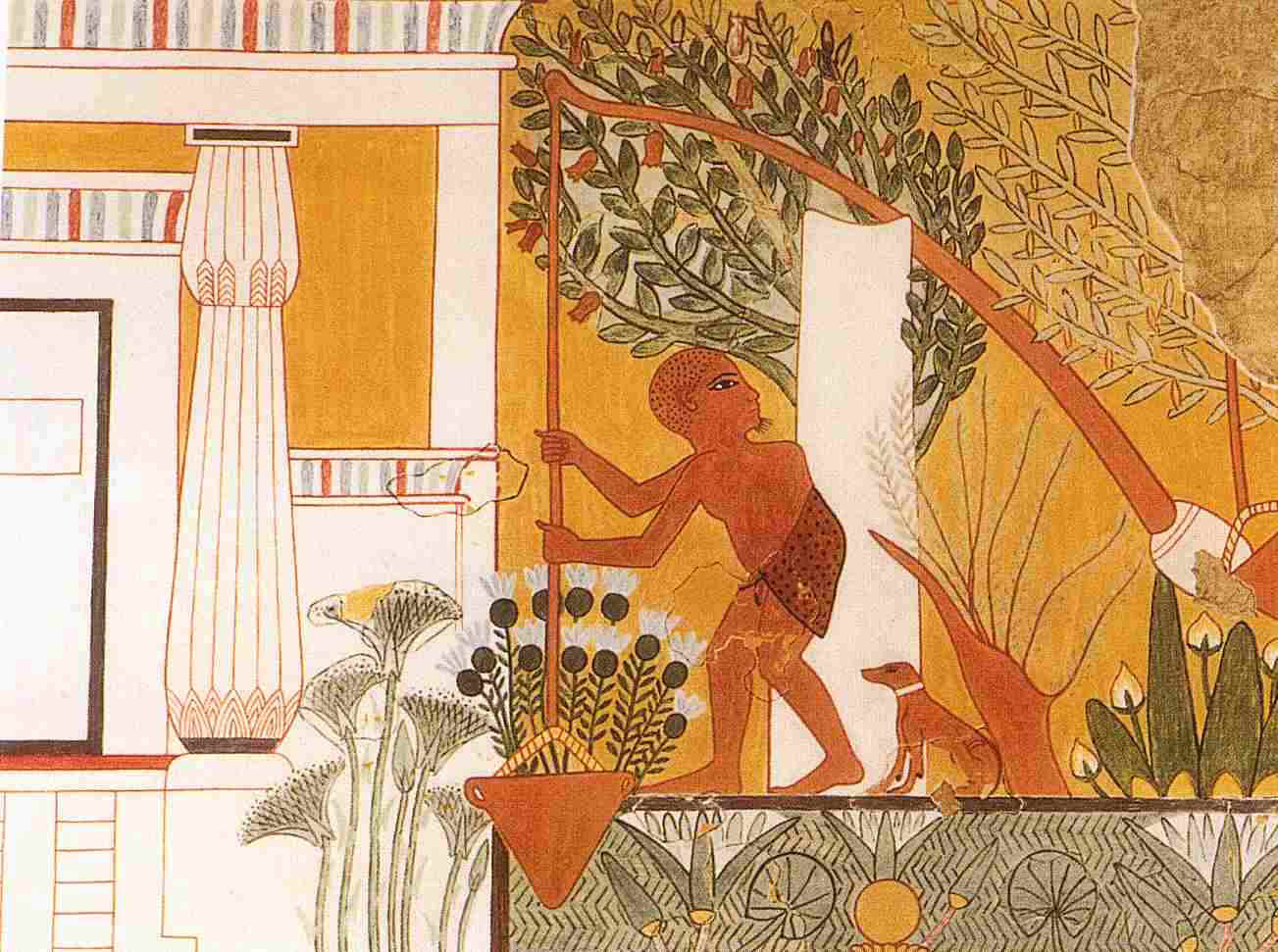
Cigoñal egipcio pintado en la tumba de Ipuy. Deir el-Medina.

Aunque se atribuye al cigoñal un origen egipcio, datándose el inicio de su uso allí durante el Imperio Nuevo (c. 1550-1070 a. C.), ya figuraba en relieves y sellos cilíndricos de Mesopotamia (datados entre 3000 y 2500 a. C.). También se encuentra representado en Mohenjo-Daro, India (c. 2500 a. C.).
Los romanos también lo usaban, (en latín, tolleno), y está representado en un fresco de Herculano.
Julio Caro Baroja escribe que en el siglo XIX era aún común en toda Europa, citando su empleo en "Suecia, Noruega, Dinamarca, Finlandia, Países Bajos, Alemania, Hungría, Polonia, países balcánicos, Rusia, España y Portugal, además del África blanca, Oriente Medio, India, China, Japón, e incluso Nueva Escocia y Nueva Bruswick, en Canadá".